# لیمونس (بازیکن فوتبال)
لیمونس (انگلیسی: Limones؛ زادهٔ ۱۷ اکتبر ۱۹۸۶) بازیکن فوتبال اهل اسپانیا است.